# The Blue Room
The Blue Room —en español: «La habitación azul»— es el segundo EP lanzado por la banda de rock británica Coldplay y el primero después de firmar con Parlophone Records en octubre de 1999. 

## Trasfondo
La versión de «Don't Panic» presentada en este lanzamiento y producida por Chris Allison es diferente de la que aparece en el LP debut posterior de la banda, Parachutes. La cuarta pista, «High Speed», también producida por Chris Allison, pasó el corte de Parachutes y se mantuvo sin cambios. La primera pista, «Bigger Stronger» y la quinta pista, «Such a Rush», son relanzamientos del EP Safety y son los mismos en ambos EPs.
«See You Soon» más tarde se convertiría en una parte regular de la lista de canciones de Coldplay durante su gira A Rush of Blood to the Head Tour y apareció tanto en el DVD como en el CD del álbum Live 2003 de Coldplay. «See You Soon» se interpretó en vivo por primera vez desde 2003 en Bogotá, Colombia durante la gira A Head Full of Dreams Tour y se ha convertido en una canción recurrente en la gira.
Solo se fabricaron 5 000 copias de la versión en CD en la versión original, junto con un lanzamiento de vinilo de edición limitada de 12" que se numeró individualmente en la portada de la imagen. La versión en CD se relanzó con un paquete idéntico en 2001, lo que la hizo más disponible. Se incluyó una versión en dos vinilos de 7" con la caja The Singles 1999-2006 en 2007.
La obra de arte del álbum se tomó de una edición de la revista National Geographic en 1997.

## Recepción
El periodista de AllMusic, MacKenzie Wilson, consideró que The Blue Room estaba «bien elaborado con armonías exuberantes», y señaló que «las voces estridentes de Martin reflejan melodías pop de ensueño comunes similares a las del líder de Gene, Martin Rossiter», y destacó «Such a Rush» como «sobresaliente».

## Listado de canciones
| N.º | Título                                   | Duración |  |
| 1.  | «Bigger Stronger»                        | 4:49     |  |
| 2.  | «Don't Panic» (The Blue Room EP Version) | 2:38     |  |
| 3.  | «See You Soon»                           | 2:51     |  |
| 4.  | «High Speed»                             | 4:16     |  |
| 5.  | «Such a Rush»                            | 4:57     |  |